# حجر رملي خشن

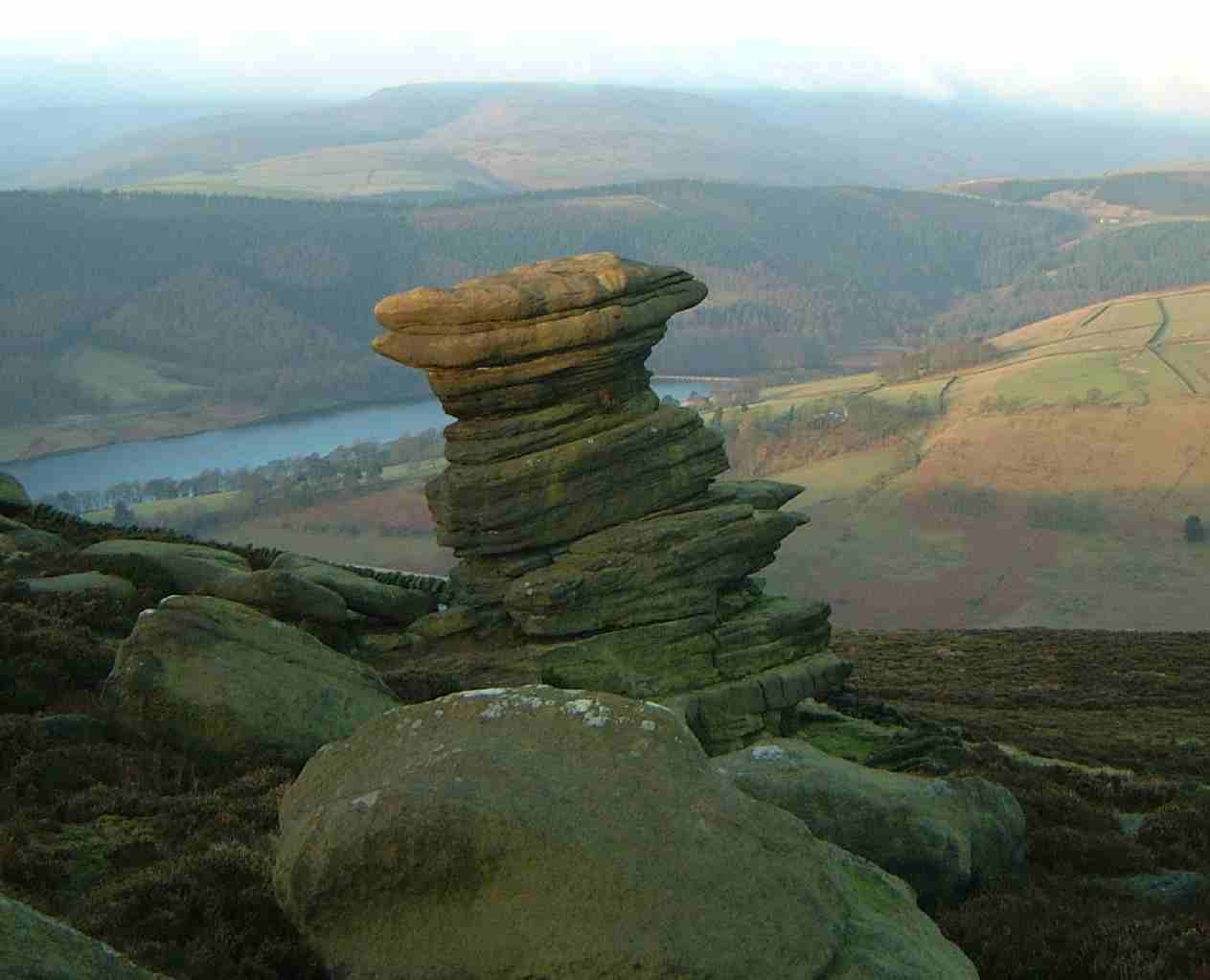
حجر رملي خشن في إنجلترا.

الحجر الرملي الخشن (بالإنجليزية: Gritstone)‏ أو باختصاراً Grit، هو حجر رملي صلب خشن الحبيبات وسليكوني حيث يُطبق هذا المصطلح بشكل خاص على هذه الأحجار الرملية التي يتم استخراجها من مواد البناء. ويتم خلطه مع الرمل والإسمنت، ويحصل عليها بتكسير أنواع معينة من الصخور.